# 수지구
수지구(水枝區)는 경기도 용인시의 북서부에 위치한 구이다. 수지(水枝)는 1914년 통합된 수진면과 지내면에서 따온 것이다. 이 지역의 본류(本流)인 단국대학교 죽전캠퍼스 법화산에서 발원하는 탄천과 한남정맥 버들치고개에서 시작해 흐르는 성복천 그리고 정평천, 동막천 등이 수지구에서 합수되면서 탄천의 유역(流域)을 형성해 남에서 북으로 흐르는 한강의 수계가 되어 수지(水枝) 이름 그대로 모인다. 수지(水枝)는 물(水), 가지(枝) 자연지명의 한국 한자음(韓國漢字音)으로 탄천(炭川)과 탄천의 지류인 성복천, 하천의 방계들이 수지구에서 하나 되는 탄천의 물줄기를 일컫는다. 경부고속도로가 통과해 서울특별시, 성남시 분당구, 수원시 등 주변 지역과의 교통이 원활하여 용인시에서 가장 먼저 대규모 현대식 택지지구로 개발된 지역으로 수도권 전철 수인·분당선, 신분당선과 광역급행버스로 서울과 연결되어 있어 서울로 진입이 용이하다.

## 역사
수지구 지역은 고려시대 용구현(龍駒縣) 수진면(水眞面), 조선시대 태종 13년 용인현(龍仁縣) 수진면(水眞面)이었고 수진면에 속한 행정구역은 성복동(星福洞), 죽전동(竹田洞), 서봉동(瑞峯洞), 신리(新里), 정평리(停坪里), 동막리(東幕里), 손기리(孫基里), 고분현(古分峴)이었다. 『1872년 지방지도(1872年 地方地圖)』 용인현(龍仁縣)에는 풍덕천장기(豊德川場基)라 하여 수진면(水眞面) 명칭으로 토월리, 죽전동, 성복동이 확인되며 탄천 유역을 형성하고 있다. 토월리는 마을에서 동편에 솟는(吐) 달(月)을 맨 처음 볼 수 있는 곳이라 하여 토월이라 하였고, 죽전동은 포은 정몽주의 면례(緬禮) 행렬이 이어진 풍덕천(豊德川) 지역에서 음운변화를 일으켜 죽절(竹節)로부터 죽전이라 하였으며, 성복동은 성주 이씨들이 집성촌을 형성하고 대를 이어가고 있어 성복이라 붙여진 지명이다. 『1891년 용인현읍지(龍仁縣邑誌)』와 『1899년 용인군지(龍仁郡誌)』는 탄천의 물줄기 풍덕천(豊德川) 마을들을 수진면(水眞面)으로 토월리, 정평리, 죽전동, 성복동, 동막리, 원천동, 손기리, 고분현, 신리, 서봉동 등 10개 리·동 유역(流域)이 확인되어 이들 수계(水系)의 합수지점이 수지구(水枝)가 된다. 1914년 일제강점기 일제는 수진면(水眞面)의 풍덕천(豊德川)에서 토월리(吐月里), 신리(新里), 정평리(亭坪里) 일부를 풍덕천리(豊德川里), 감바위(玄岩), 점촌, 대지(枝), 내대지(안대지말), 풍덕내(豊德來)를 포함한 풍덕천(豊德川) 일부는 죽전리(竹田里)로 병합하고 정평리(亭坪里) 일부, 지내면(枝內面)의 상리(上里), 만현 고개(晩峴)를 합쳐 상현(上峴)으로 하였다. 이후 일본인들 거류민단(居留民團)의 자치와 식민지 지배를 위해 수지면 죽전리는 읍삼(구성)면으로 강제 포함되었다가, 해방 후 1973년 7월 1일 대한민국 대통령령 제1983호에 의하여 시·군·구·읍·면의 관할구역에 관한 규정으로 경기도 용인군 풍덕천, 죽전리, 성복리, 동천리, 신봉리, 상현리 일원을 규정해 수지면(水枝面)으로 획정하였다. 1994년말부터 1996년 3월까지 수지 1지구, 1999년까지 수지2지구가 풍덕천동에 조성되었으며 동천동, 죽전동 일대는 2000년 초부터 ~ 2006년까지 '동천택지지구', '죽전택지지구'로 개발되었고 이후 상현동 일대가 용인 상현지구 도시개발사업으로 진행됐다. 용인시 용인수지2지구는 건축물용도, 도시・군계획시설에 따라 국내 최초로 폐기물 자동집하처리시설이 도입된 대규모 택지개발사업지구로서, 용인시에서 사업시행자인 한국토지공사(韓國土地公社)에 설치를 요청해 1995년 설계를 착수하고 1999년 12월에 준공하여 2000년 1월 가동을 시작하여 국내에서는 최초로 자동집하처리시설을 운영하게 되었다.

## 지명 유래

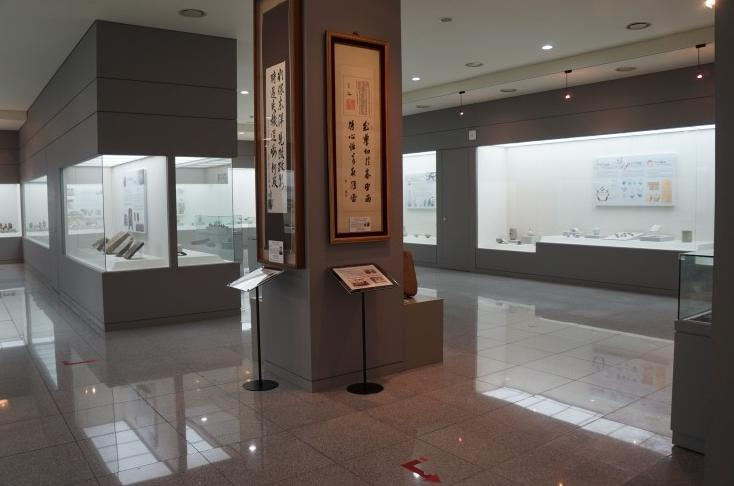
단국대(檀國大) 석주선기념박물관 (수지)

1914년 용인군 수진면(水眞面)과 지내면(枝內面)을 합면하면서 두 면의 명칭에서 한 글자씩 따온 것이다. 수지(水枝)의 자연지형은 성복동에서 시작한 성복천 물줄기가 풍덕천동과 죽전동에서 유역을 형성하고 지천(支川)들을 합수하여 한강(漢江)으로 흐르는 탄천(炭川)을 이룬다. 1996년 3월 1일 용인군(龍仁郡)이 도‧농복합 형태의 시(市)로 승격되면서 수지면(水枝面)은 수지읍(水枝邑)으로 승격되었고, 2001년에는 다시 수지출장소로, 2005년 수지구(水枝區)로 승격되어 현재 죽전동 · 풍덕천동 · 신봉동 · 성복동 · 상현동 등 11개 동을 관할하고 있다.

## 주요 사건
- 2001년 12월 24일 : 수지읍(邑)을 수지출장소(2001년 12월 말 인구 14만8241 명)로 전환하고, 6개 행정동(상현동·풍덕천1동·풍덕천2동·죽전1동·죽전2동·동천동)을 설치하였다.
- 2003년 3월 31일 : 상현동에서 성복동을 분동하였다. (7행정동)
- 2005년 10월 31일 : 구제(區制)가 실시되어 수지출장소를 수지구(區)로 승격하였다. 수지구를 설치할 당시 주민등록 인구는 27만1285 명이었다. 풍덕천2동에서 신봉동을 분동하고, 상현동은 상현1동, 상현2동으로 분동하였다.[4] (9행정동)

| 용인시 조례 제648호 (제정 2005․10․ 5)                          |                                                                                         |
| 개편 전                                                        | 개편 후                                                                                 |
| 풍덕천1동, 풍덕천2동, 죽전1동, 죽전2동, 동천동, 상현동, 성복동 | 수지구 풍덕천1동, 풍덕천2동, 신봉동, 죽전1동, 죽전2동, 동천동, 상현1동, 상현2동, 성복동 |
- 2010년 7월 : 수지구의 주민등록 인구가 30만 명을 돌파하였다.
- 2021년 9월 6일 : 죽전1동은 죽전1동, 죽전3동으로, 상현1동은 상현1동, 상현3동으로 분동하였다. (11행정동)

## 면적 및 행정 구역
- 면적 : 42.1km2 (용인시 전체의 7.1%)
- 임야 : 21.76km2 (51.2%)
- 대 지 : 9.79km2 (23.2%)
- 농경지 : 2.51km2 (5.96%)
- 기타 : 8.04km2 (19%)

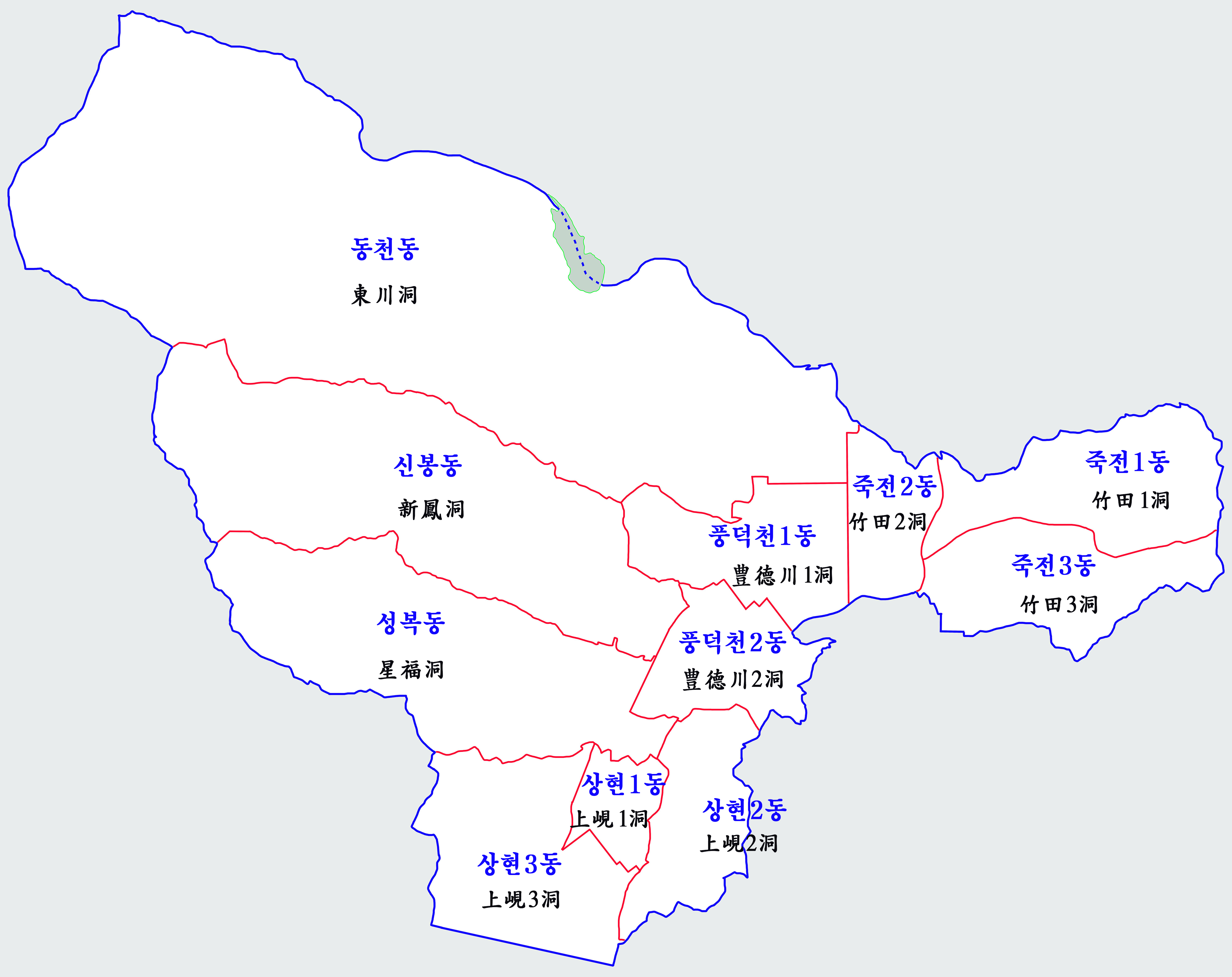
수지구의 행정구역

2024년 12월 수지구의 인구는 378,637명, 142,381세대이다.
| 행정동    | 한자      | 면적 | 인구    | 세대    |
| --------- | --------- | ---- | ------- | ------- |
| 풍덕천1동 | 豊德川1洞 | 2.1  | 36,232  | 15,857  |
| 풍덕천2동 | 豊德川2洞 | 1.4  | 41,036  | 14,940  |
| 신봉동    | 新鳳洞    | 6.7  | 37,834  | 13,409  |
| 죽전1동   | 竹田1洞   | 1.7  | 29,182  | 10,732  |
| 죽전2동   | 竹田2洞   | 1.1  | 18,408  | 7,712   |
| 죽전3동   | 竹田3洞   | 2.1  | 27,107  | 10,664  |
| 동천동    | 東川洞    | 16.5 | 49,710  | 19,088  |
| 상현1동   | 上峴1洞   | 4.9  | 20,431  | 6,755   |
| 상현2동   | 上峴2洞   | 1.5  | 33,314  | 11,528  |
| 상현3동   | 上峴3洞   | 1.5  | 27,933  | 11,124  |
| 성복동    | 星福洞    | 5.0  | 54,607  | 18,813  |
| 수지구    | 水枝區    | 42.1 | 375,794 | 140,622 |

## 인구

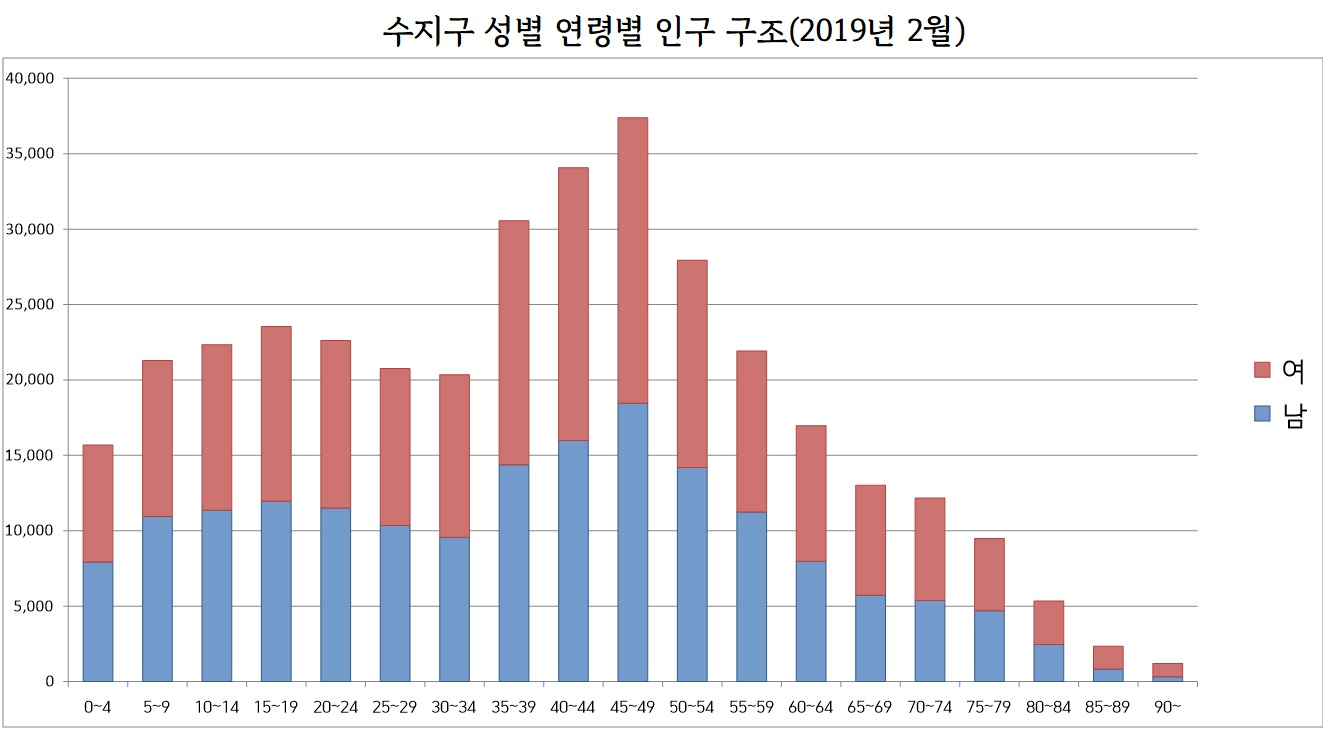
수지구 성별 연령별 인구 구조

용인시 수지구의 연도별 인구(내국인) 추이
| 연도   | 총인구    |  |
| ------ | --------- |  |
| 2005년 | 266,842명 |  |
| 2010년 | 296,915명 |  |
| 2015년 | 332,195명 |  |
| 2020년 | 370,398명 |  |

## 교육 기관
- 사립대학교

|  | - 단국대학교 |

- 고등학교

|  | - 죽전고등학교 - 풍덕고등학교 - 서원고등학교 | - 수지고등학교 - 용인홍천고등학교 - 현암고등학교 | - 대지고등학교 - 성복고등학교 - 상현고등학교 - 신봉고등학교 |

- 중학교

|  | - 정평중학교 - 홍천중학교 - 성복중학교 - 수지중학교 | - 문정중학교 - 손곡중학교 - 상현중학교 - 서원중학교 | - 이현중학교 - 소현중학교 - 용인대덕중학교 - 용인신촌중학교 | - 현암중학교 - 대지중학교 - 죽전중학교 - 한빛중학교 |

- 초등학교

|  | - 용인대덕초등학교 - 용인대일초등학교 - 대지초등학교 - 대청초등학교 - 대현초등학교 - 서원초등학교 | - 신리초등학교 - 신월초등학교 - 용인신촌초등학교 - 용인심곡초등학교 - 솔개초등학교 - 소현초등학교 | - 상현초등학교 - 성복초등학교 - 손곡초등학교 - 수지초등학교 - 죽전초등학교 - 정평초등학교 | - 토월초등학교 - 풍덕초등학교 - 효자초등학교 - 풍천초등학교 - 현암초등학교 - 한빛초등학교 |

## 교통

### 철도
- 코레일

- 수도권 전철 수인·분당선

(서울특별시) ← (성남시) ← 죽전역 → (기흥구)
- 경기철도

- 신분당선

(서울특별시) ← (성남시) ← 동천역 - 수지구청역 - 성복역 - 상현역 → (수원시)

### 도로
- 국도 제43호선

- 용인시 수지구 상현동 ― 성복동 ― 풍덕천동 ― 죽전동 

- 경부고속도로
- 용인서울고속도로

- (서분당 나들목) ― 서수지 나들목 ― (광교상현 나들목)

## 문화·관광
- 문간공 김세필 묘역 일원(경기도 문화재자료 제92호 文簡公 金世弼 墓域 一圓)
- 문정공 조광조 묘 및 신도비(경기도 기념물 제169호 文貞公 趙光祖 墓 및 神道碑)
- 용인 서봉사지 현오국사탑비 1기(대한민국 보물 제9호 龍仁 瑞鳳寺址 玄悟國師塔碑)[7]
- 용인 심곡서원(대한민국 사적 제530호 龍仁 深谷書院)
- 용인 임진산성(조선총독부 조선보물고적조사자료朝鮮寶物古蹟調査資料 경기도 용인군 一五 27차 城地 풍덕천진지豊德川陣址 1942년, 『전국유적목록(全國遺蹟目錄)』 1971년, 『문화유적총람(文化遺蹟總攬)』 1977년)
- 이완 묘 및 정려각(용인시 향토문화재 제51호 剛愍公 李莞墓 및 旌閭閣)
- 이종무 장군 묘(경기도 기념물 제25호 李從茂 將軍 墓)
- 황림 묘(용인시 향토문화재 제40호 輸忠翼謨 光國功臣 正憲大夫 吏曹判書 黃公之墓)

## 사진

수지구 용인시여성회관(풍덕천동)
수지구청 사거리(풍덕천동)
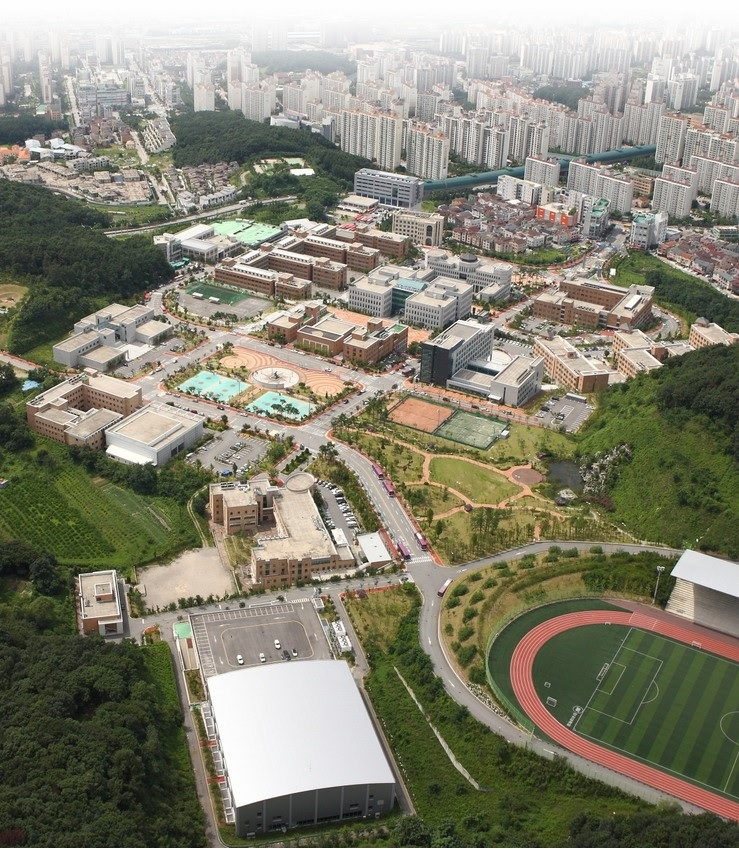
단국대와 탄천 발원지 내대지천
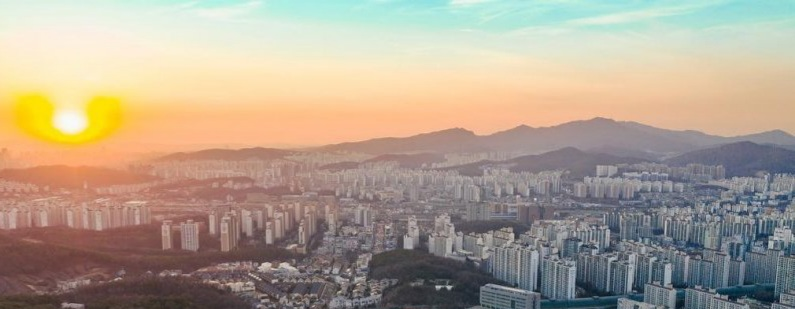
수지구 법화산 정상부
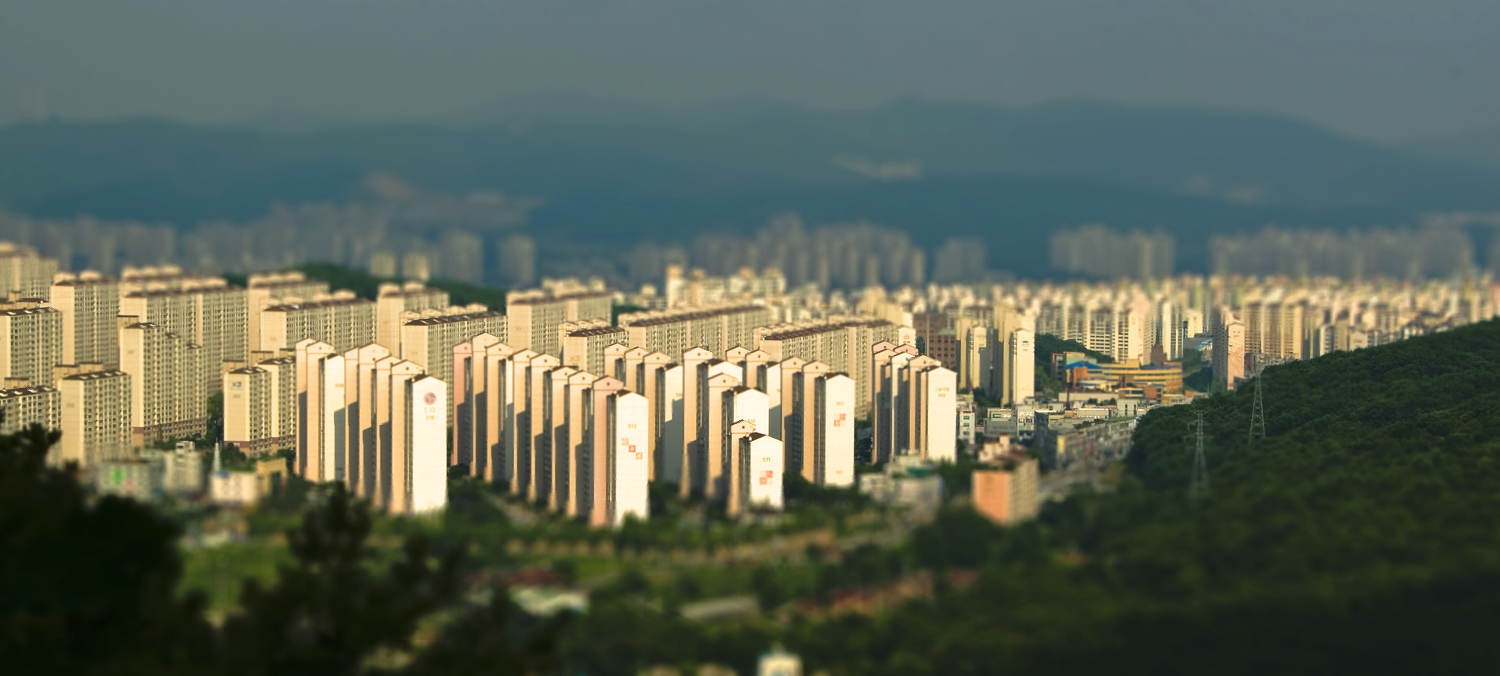
수지구 아파트 단지(신봉동)

## 같이 보기
- 분당선
- 신분당선
- 대한민국의 행정 구역